# Detektor azotowo-fosforowy
Detektor fosforowo-azotowy (ang. Nitrogen Phosphorus Detector, NPD) – modyfikacja detektora płomieniowo-jonizacyjnego (FID), do którego jest wprowadzony dodatkowy ogrzewany element ceramiczny (katalizator), zawierający metale alkaliczne, np. chlorek rubidu lub cezu. Element ten jest umieszczony w strudze gazów wypływających z kolumny chromatograficznej (anality w strumieniu azotu jako gazu nośnego), do których doprowadza się dodatkowo wodór i powietrze. We wcześniejszych konstrukcjach ceramiczny koralik (kulka) z katalizatorem był umieszczany nad płomieniem wodorowym i ogrzewany z użyciem uzwojenia elektrycznego. Współcześnie NPD jest określany jako detektor bezpłomieniowy, w którym ujemne jony (np. CN-, PO-, PO2-, PO3-) powstają w warstwie plazmy na powierzchni katalizatora, utrzymywanego w temperaturze 600−800 °C. Mechanizm tych reakcji nie został jednoznacznie wyjaśniony.  
NPD ma wysoką czułość w stosunku do związków azotu i fosforu, jednak mniejszą do czułości detektora wychwytu elektronów (ECD). W odniesieniu do związków fosforu jest ona taka sama jak czułość detektora płomieniowo-fotometrycznego (FPD, 526 nm). Dla obu detektorów zakres czułości obejmuje wartości 1 – 10 pg.
NPD jest stosowany do chromatograficznych oznaczeń herbicydów oraz leków i trucizn (np. amfetamina, metamfetamina, nikotyna, efedryna, kodeina, kokaina, heroina, skopolamina).	